# Nina Ponimirska
Nina Ponimirska primo voto Kunicka, secundo voto Dyzma – postać fikcyjna, hrabianka, żona Leona Kunickiego, a następnie Nikodema Dyzmy. Główna kobieca bohaterka powieści Tadeusza Dołęgi-Mostowicza Kariera Nikodema Dyzmy i jej adaptacji.

## W adaptacjach
W filmie Nikodem Dyzma z 1956 postać tę odtwarzała Ewa Krasnodębska, zaś w serialu telewizyjnym Kariera Nikodema Dyzmy z 1980 – Grażyna Barszczewska. W radiowym serialu Kariera Nikodema Dyzmy z 1979 w rolę Niny wcieliła się natomiast Joanna Jędryka.
Z kolei w rolach teatralnych w postać Niny wcielały się m.in.:
- Alina Kulikówna (sztuka Kariera Stanisława Powołockiego, Teatr 7.15 Łódź, reż. Feliks Żukowski, 1960)[5]
- Sabina Studzińska (Teatr Polski w Bydgoszczy, reż. Remigiusz Caban, 1995)[6]
- Magdalena Szczerbowska (Dyzma musical Władysława Korcza, Teatr Rozrywki w Chorzowie, reż. Laco Adamík, 2002)[7]
- Beata Buczek-Żarnecka (Dyzma musical Władysława Korcza, Teatr Miejski im. Witolda Gombrowicza w Gdyni, reż. Jan Szurmiej, 2007)[8]
- Beata Wojciechowska (Teatr im. Stefana Żeromskiego w Kielcach, reż. Piotr Sieklucki, 2010)[9]
- Marzena Bergmann (Teatr im. Stefana Jaracza w Olsztynie, reż. Michał Kotański, 2013)[10]
- Emilia Komarnicka / Karolina Michalik (Teatr Syrena w Warszawie, reż. Wojciech Kościelniak, 2014)[11].